# 109 Piscium
109 Piscium (Gliese 72) is een hoofdreeksster van het type G3Va, gelegen in het sterrenbeeld Vissen op 108,13 lichtjaar van de Zon.